# Flavià (prefecte d'Itàlia 431-432)
Flavià (en llatí Flavianus) va ser un militar romà del segle v.
Era prefecte del Pretori d'Itàlia i Il·líria entre els anys 431 i 432 sota l'emperador Valentinià III, segons diu el Codex Theodosianus.